# Charles William Leng
Charles William Leng, född den 6 april 1859 på Staten Island, död den 24 januari 1941 på Staten Island, var en amerikansk historiker och entomolog som grundade Staten Island Institute of Arts & Sciences tillsammans med William T. Davis och var dess direktör från 1919 fram till sin död. Leng var även tillsammans med Davis medförfattare till Staten Island and its People, ett verk i fem volymer om öns historia mellan 1609 och 1929.
Auktorsnamnet Leng kan användas för Charles William Leng i samband med ett vetenskapligt namn inom zoologin; se Wikipedia-artiklar som länkar till auktorsnamnet.